# Edgar Steinborn
Edgar Steinborn (* 27. April 1957) ist ein ehemaliger deutscher Fußballschiedsrichter.
Steinborn wurde 1985 DFB-Schiedsrichter für den SV Westum und leitete von 1987 bis 2004 insgesamt 201 Spiele der Fußball-Bundesliga. 1997 leitete er das DFB-Pokal-Finale zwischen dem VfB Stuttgart und Energie Cottbus (2-0).
Von 1995 bis 2002 war er FIFA-Schiedsrichter. Er leitete 13-A-Länderspiele und 19 Europapokalspiele.
Steinborn lebt in Sinzig, ist verheiratet und hat einen Sohn. Er ist Diplom-Maschinenbau-Techniker.